# Nysius groenlandicus
Nysius groenlandicus  (лат.) — вид клопов из семейства наземников (Lygaeidae). Северная арктическая часть Северной Америки и Северной Евразии. Самый северный вид клопов.

## Распространение
Гренландия, Россия (Чукотский полуостров, Магаданская область, Камчатка, Хабаровский край, Приморский край, Курильские острова), США (Аляска), Канада.

## Описание
Длина тела 3,6—4,7 мм; серовато-бурые. Голова укороченная, с крупными глазами. Надкрылья развиты.
Арктальпийский голарктический растительноядный вид, характерный для зоны тундр. На арктическом острове Долгий (Баренцево море) приурочен к наиболее дренированным участкам ряда биотопов. В питании преобладают семена растений. В некоторых травянистых участках Гренландии (сходных с сообществами степей) плотность этого вида достигает 50—100 на один м². В год развивается одно поколение (унивольтинность). Зимовка происходит в стадии яйца. После пяти нимфальных стадий имаго появляются в конце лета. Ксерофильный и термофильный вид.